# Meipontsky
Meipontsky, Jedno od plemena američkih Indijanaca porodice Siouan koje je u 17. stoljeću pripadalo konfederaciji Monacan. Ranih godina 18. stoljeća smješteni su s plemenima Occaneechi, Saponi, Stegaraki i Tutelo kod Fort Christanne na sadašnjem području okruga Gholsonville, Virginia. Guverner Virginije, Spotswood, naselio je ova plemena u taj kraj ranih 1700-ih u godina nadajući se da bi mogli predstavljati barijeru između njih i neprijateljskih plemena. Ovdje su svi zajedno kolektivno prozvani imenom Christanna Indijanci, no uskoro nakon toga nestali iz povijesti.
Značenje imena nije poznato.

## Vanjske poveznice
- J. Mooney, The Siouan Tribes of the East